# Oda Nobuhiro

Oda Nobuhiro (織田 信広, meghalt 1574. október 13-án) Oda Nobuhide legidősebb fia volt. Miután Nobuhiro apja 1540-ben elfoglalta Anjo kastélyát Mikawa tartományban, a kastélyt Nobuhiro kapta. 1549-ben Nobuhirót az Imagawa klán elfogta, de kiszabadították, amikor öccse, Oda Nobunaga átadta egyik túszukat, Matsudaira Takechiyót, akit később Tokugava Iejaszu (vagy Tokugawa Ieiasu) néven ismertek, hogy kárpótolja Anjō ostromának feloldását.
Oda Nobuhide törvénytelen fiaként Nobuhiro hatalma lassan elhalványult, és öccse, Nobunaga, sőt még sok saját megtartója is lenézte. Ezt követően Nobuhiro kénytelen volt lemondani az Oda klán feletti hatalmáról, hogy Nobunaga legyen az új feje a klánnak. Később Nobuhiro összeesküvést szőtt Nobunaga ellen a Mino tartománybeli Saitō Yoshitatsu segítségével. A tervüket még azelőtt leleplezték, hogy bárkit is kár ért volna, és Nobunaga megbocsátott Nobuhirónak. Nobuhirót később, 1574. október 13-án ölték meg a Nagashima Monto elleni harc közben.

## Családja
Apja: Oda Nobuhide (1510-1551), anyja ismeretlen
Testvérei
Oda Nobunaga (1534-1582),
Oda Nobuyuki (1536-1557),
Oda Nobukane (1548-1614),
Oda Nagamasu (1548–1622),
Oda Nobuharu (1549-1570),
Oda Nobutoki (meghalt 1556-ban),
Oda Nobuoki (meghalt 1569-ben),
Oda Hidetaka (meghalt 1555-ben),
Oda Hidenari,
Oda Nobuteru, 
Oda Nagatoshi,
Húgai/Nővérei:
Oichi (1547-1583),
Oinu